# Elana James

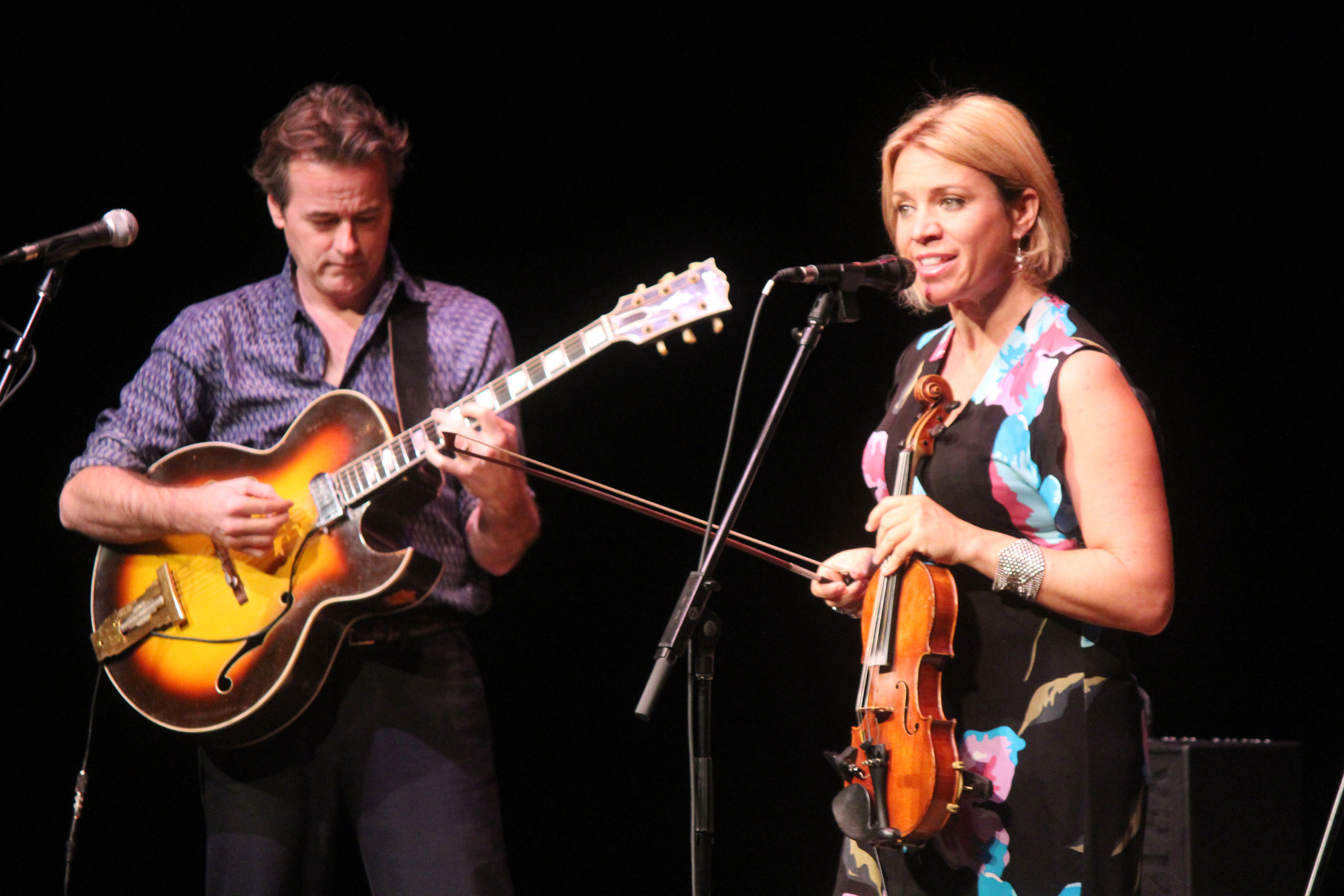
Elana James und Whit Smith bei einem Auftritt von The Hot Club of Cowtown in Kodiak (2013)

Elana James (* 21. Oktober 1970 in Kansas City, Missouri als Elana Jaime Fremerman) ist eine US-amerikanische Jazz- und Western-Swing-Geigerin und Sängerin.

## Leben
Elana James wuchs in Prairie Village, Kansas auf und begann schon im Alter von vier Jahren mit dem Geigenspiel. Ihre Mutter war Berufsmusikerin: Sie spielte Geige im Sinfonie-Orchester von Kansas City. Elena James studierte Vergleichende Religionswissenschaften am Barnard College und an der Columbia University in New York, außerdem Violine und Viola bei Lucie Robert und Karen Ritscher an der Manhattan School of Music. Danach studierte sie Improvisation und Swing-Fiddle bei Marty Laster in New York City, in Indien lernte sie von einem klassischen indischen Musiker den traditionellen Gesang Dhrupad.
In den frühen 1990er Jahren arbeitete sie als Redakteurin beim  Buddhist Review und als Pferdebetreuerin in Clark, Colorado. Die äußerst vielseitige Musikerin ist außerdem Absolventin bzw. Mitglied der Meadowmount School of Music, der New York Youth Symphony, des Columbia University Chamber Music Program, des New York String Orchestra Seminar und des Amerikanischen Konservatoriums im französischen Fontainebleau.
Trotz dieser Vielseitigkeit folgte Elana James ihrer Begeisterung für Western Swing, hauptsächlich ausgelöst durch den legendären Geiger Johnny Gimble. So gründete sie mit anderen Musikern 1994 The Hot Club of Cowtown, eine Band, die zu den führenden Formationen des modernen Western Swing zählt. 1998 zog die Band nach Austin, Texas, wo die erste CD aufgenommen wurde – und wo die Band bis heute zu Hause ist.
Im Sommer 2004 spielte Elana James mit ihrer Band im Vorprogramm von Willie Nelson und Bob Dylan, wodurch ihre außergewöhnliche Kunst erstmals einem größeren Publikum bekannt wurde. So erhielt sie eine Anfrage von Dylan, der sie für eine Tour buchte. Elana James war 2005 seit Scarlet Rivera die erste Frau in einer Tourband von Dylan – mehr als dreißig Jahre später.  Im selben Jahr nahm sie ihre Debüt-CD „Elana James“ auf, die 2007 auf den Markt kam. 2006 spielte sie mit dem Trio Elena James and the Continental Two im Vorprogramm von Dylan. Der Bandname war eine Anspielung auf Johnny Cash and the Tennessee Two und auf den Continental Club in Austin, wo die Band regelmäßig auftritt.
Elana James spielte, vornehmlich mit dem Hot Club of Cowtown, auf zahlreichen Festivals, bei Jazz- und Swing-Veranstaltungen, in der Grand Ole Opry, beim Glastonbury Festival in England, beim Fuji Rock Festival in Japan – und in vielen anderen Ländern von Australien bis Aserbaidschan. 2004 wurde die Band in die Texas Western Swing Hall of Fame aufgenommen.
Außerdem arbeitet Elana James hin und wieder als Studiomusikerin für Merle Haggard, Ray Price, Willie Nelson, Amos Lee und viele andere.

## Diskographie

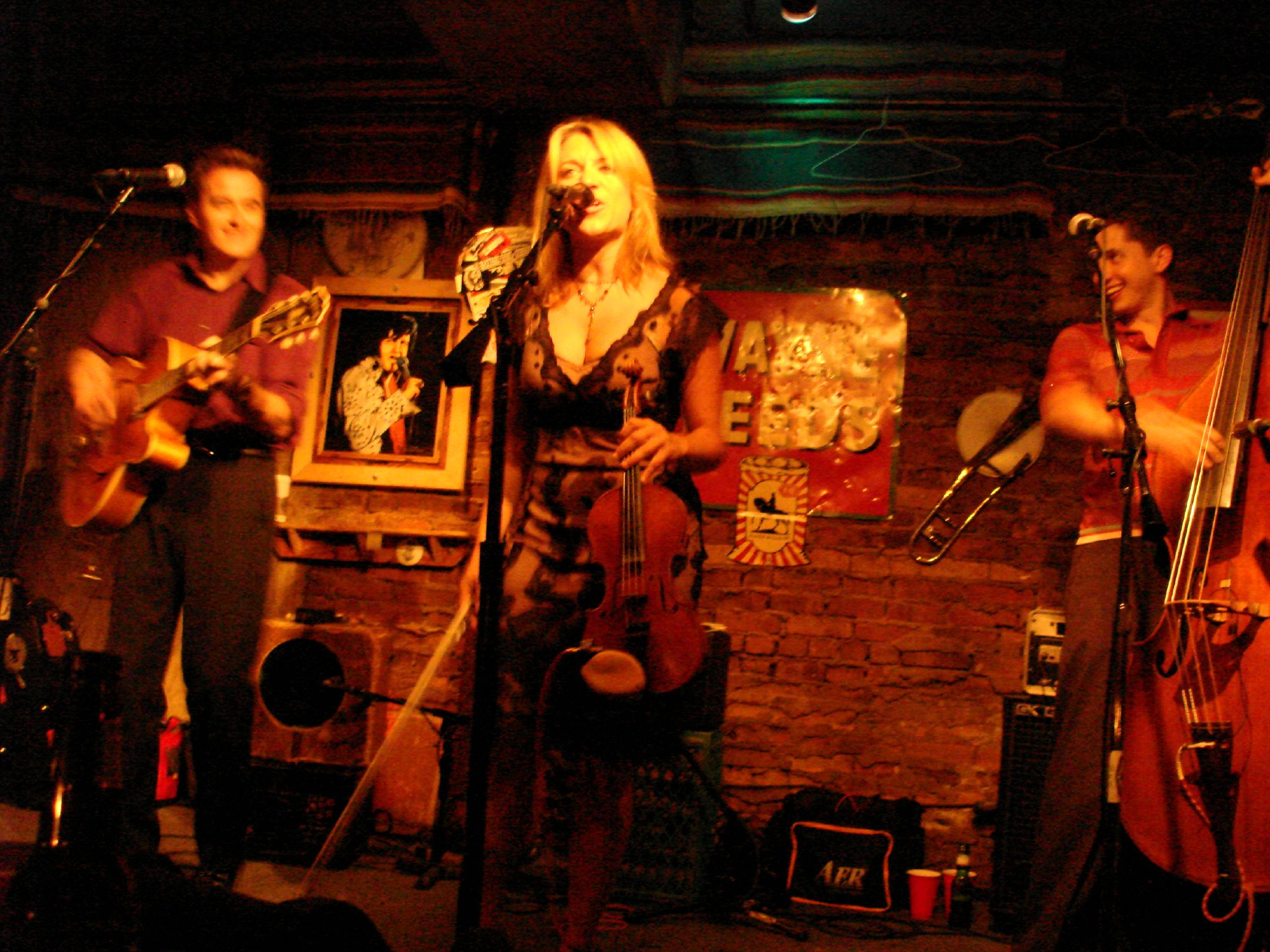
Elana James (Mitte) and the Continental Two live im Jahr 2007.

### Solo
- Elana James (2007)
- Black Beauty (2015)

### Mit The Hot Club of Cowtown
- Swingin' Stampede (1998) Hightone
- Tall Tales (1999) Hightone
- Dev'lish Mary (2000) Hightone
- Hot Jazz (Japan, 2002) Buffalo
- Hot Western (Japan, 2002) Buffalo
- Ghost Train (2003) Hightone
- Continental Stomp (live) (2003) Hightone
- Four Dead Batteries Soundtrack (2005) Hightone
- Best of the Hot Club of Cowtown (2008) Shout! Factory
- Wishful Thinking (2009) Gold Strike
- What Makes Bob Holler (2010) Proper American

### Weitere Beteiligungen
- Dave Stuckey: Get a Load of This! (2000)
- Lullabies from the Axis of Evil (2004)
- Bob Dylan: Tell Ol' Bill (from North Country Soundtrack) (2005)
- Willie Nelson/Ray Price/Merle Haggard: Last of The Breed (2007)